# Bár–Kalán nemzetség
A Bár–Kalán vagy Bor-Kalán nemzetség (Bór nemzetség) középkori főúri nemzetség volt, amelyet Anonymus Ond vezértől származtatott. Ebből a nemzetségből származott Bánk bán.
A nemzetség címere félalakos ágaskodó oroszlán volt, ami alátámasztja Anonymus közlését, miszerint vezéri, azaz törzsfőtől származó nemzetségről van szó. A nemzetségek nevüket azonban általában az államszervezés- azaz István-kori birtokos tagjaikról kapták, mert ez teremtett számukra jogalapot a birtokláshoz.
A Magyar Krónika szerint Géza fejedelem Saroltot Beled (Beliud) tanácsára vette feleségül. Beled apósa, Kalán (Kolán, Kulan) földjeit birtokolta, aki azért adta hozzá a lányát, hogy harcoljon öccse, Kaján (Kean) ellen. Belednek a Tisza mellett voltak birtokai, övé volt Csongrád vára. Hunyad vármegye területén is találhatók Bár, Kalán és Kaján helynevek, azaz itt is rendelkezhettek nyári legelőterületekkel, amelyek még Ond vezér területéből maradhattak rájuk. Csongrád és Hunyad megyei birtokaik között a szállásváltó életmódot a 
Fehér-Körös mentén végezhették.
Birtokai közé tartozott még a mai Temes megye területén fekvő Temesújlak, Temesillésd és 1471-ig, a Szeri Pósa fiak kihaltáig Máslak is.
A Bár-Kalán-nemzetség ősi fészke a mai Csongrád vármegye területe volt. A mai Temes vármegye területére csak a tatárjárás után telepedett le Bár fia István fia Izsép (1263–1265) fia II. Izsép (1265–1288), a Szeri Pósa család őse. Ennek fia. II. Pósa (1306–1352) krassai főispán volt, ki családja vagyonát jelentékenyen gyarapította. Fiai közül Balázs (1342–1368) királyi testőr és István (1342–1382) Krassó vármegye főispánja volt. A család a 14. század elején megszerezte a mai Angyalkút mellett fekvő Kért és Árokit. Ekkor már e nemzetség birtoka volt Ződi (ma Szépfalu), mely egy uradalom központja volt.
Csongrád vármegye – téli szállásuk – területén, két monostort is építettek (Ópusztaszer, Ellősmonostora Csongrádtól északnyugatra).
A 15–16. században Csongrád és Alpár között feküdt Bokur (Buchur) falu is az okleveles adatok szerint a Bor–Kalán nemzetségbeli Szeri Pósa fia, Nána birtoka volt. A falut 1266-ban Alpár és Csongrád közötti Égenfa és Turba között (iuxta Ticiam terram Buchur), 1276-ban Alap és Turba között sorolták föl.
A nemzetség további birtokai Baranya, Esztergom vármegyében feküdtek.
A nemzetség Esztergom vármegyei birtokai:
- Nagysáp és az egykor hozzá tartozó Őrisáp (ma puszta), régente Úr-Sáp, vagy Or-Sáp puszta

## Nevezetes nemzetségtagok
- Kalán pécsi püspök
- Pósa (udvarispán)
- Bánk (bán) a 13. században
- Szeri Pósa krassói ispán

## A nemzetségből származó családok
- Szeri család